# John Hay, 6. Baronet

Wappen des Sir John Hay, 6. Baronet

Sir John Hay, 6. Baronet (* 3. August 1788; † 1. November 1838 in Rom) war ein britischer Adliger und Politiker.

## Leben
Er entstammte einer Nebenlinie des Clan Hay und war der dritte, aber älteste überlebende Sohn des Bankiers Sir John Hay, 5. Baronet (1755–1830), aus dessen Ehe mit Hon. Mary Elizabeth Forbes († 1803), Tochter des James Forbes, 16. Lord Forbes.
Er absolvierte eine juristische Ausbildung und wurde am 28. Juni 1811 in Schottland als Advocate zugelassen.
Am 6. Oktober 1821 heiratete er Anne Preston († 1882), Erbtochter des George Preston (um 1738–1798), Captain des Royal Marines, jüngerer Sohn des Sir George Preston, 4. Baronet (of Valleyfield).
Beim Tod seines Vaters erbte er 1830 dessen schottischen Adelstitel als Baronet, of Smithfield in the County of Peebles, sowie dessen Ländereien in Peeblesshire, insbesondere die Güter Haystoun und Smithfield.
Von 1831 bis 1837 war er als Abgeordneter für Peeblesshire Mitglied des britischen House of Commons. Er gehörte der Partei der Torys, bzw. der 1834 gegründeten Conservative Party an.
Da seine Ehe kinderlos blieb, erbte bei seinem Tod, 1838, sein jüngerer Bruder Adam Hay (1795–1867) seinen Adelstitel. Seine Witwe erbte um 1855 das Gut Valleyfield in Perthshire.